# 740 Boyz
«740 Boyz» — американская танцевальная музыкальная группа, основанная в 1991 году в Нью-Йорке Уинстоном Росой, известным как BIG WIN, и Рафаэлем Варгасом, известным как Dose Material.
В 1992 году под лейблом «Martian Records» группа выпускает 12-дюймовую пластинку «It's Your Party». Их первый сингл «Shimmy Shake» в конце 1995 года занял 2-е место во Франции и имел успех в Бельгии. Второй сингл «Bump Bump (Booty Shake)» достиг 14-го места во Франции, а также был довольно успешен в Бельгии и Нидерландах.

## Дискография

### Альбомы
- 1996 — 740 Boyz

### Синглы
- 1995 — Shimmy Shake
- 1995 — Bump! Bump! (Booty Shake)
- 1996 — Party Over Here
- 1996 — Jingle Jangle
- 1997 — Get Busy

### LP
- 1992 — It's Your Party